# Dryptosauridae
Dryptosauridae ("sápající ještěři", dryptosauridi) byla čeleď dravých (teropodních dinosaurů), patřících do nadčeledi Tyrannosauroidea (vzdálení příbuzní populárního rodu Tyrannosaurus). Tito dvounozí predátoři žili v období pozdní křídy (asi před 75 až 67 miliony let) na východě dnešní Severní Ameriky a snad i Asie (pokud do této čeledi spadá i rod Alectrosaurus). Dryptosaura proslavil především ilustrátor Charles Robert Knight svou nadčasovou rekonstrukcí z roku 1896, kde poprvé zobrazuje dinosaura v aktivním pohyblivém postoji.